# Orléanski gozd
Orléanski gozd (francosko Forêt d'Orléans) je francoski narodni gozd, ki pokriva 70 % francoskega naravnega (zavarovanega?) območja v departmaju Loiret v regiji Centre-Val de Loire.
Njegovo prejšnje ime je Forêt des Loges.

## Geografija
Orléanski gozd obsega več kot 50.000 hektarjev, vključno s 35.000 hektarji, ki sestavljajo državni gozd, preostanek pa je v zasebni lasti. Pravzaprav je največji francoski nacionalni gozd. V njem sodeluje petintrideset občin. Gozd je obdan z naravnimi regijami Beauce, Gâtinais in dolina Loare; razprostira se ob severu reke Loare v loku, ki je dolg 60 km, od Orléansa do Giena, in širok od 5 do 20 km.

### Ceste in železnice
Nacionalni cesti 60 in 152 prečkata Orléansski gozd. Na zahodu meji na državno cesto 20 in avtocesto A10, na vzhodu na državno cesto 7 in avtocesto A77 ter na severu na avtocesto A19.
Dve železnici prečkata gozd, med Orléansom in Neuville-aux-Boisom prek Rebréchiena ter med Orléansom in Bellegardom prek Vennecyja in Vitry-aux-Logesa.
Dve pešpoti GR prečkata Orléansski gozd, GR 3 in GR 32.

### Občine
Te občine so delno ali v celoti v Orléanskem gozdu:
- Boigny-sur-Bionne
- Boiscommun
- Les Bordes
- Bougy-lez-Neuville
- Bouzy-la-Forêt
- Bray-en-Val
- Cercottes
- Chambon-la-Forêt
- Chanteau
- Châteauneuf-sur-Loire
- Châtenoy
- Chevilly
- Chilleurs-aux-Bois
- Les Choux
- Combreux
- Coudroy
- Courcy-aux-Loges
- Dampierre-en-Burly
- Fay-aux-Loges
- Fleury-les-Aubrais
- Ingrannes
- Lorris
- Loury
- Marigny-les-Usages
- Le Moulinet-sur-Solin
- Montereau
- Nesploy
- Neuville-aux-Bois
- Nibelle
- Ouzouer-sur-Loire
- Rebréchien
- Saint-Jean-de-Braye
- Saint-Lyé-la-Forêt
- Saran
- Seichebrières
- Semoy
- Sully-la-Chapelle
- Saint-Martin-d'Abbat
- Sury-aux-Bois
- Traînou
- Vieilles-Maisons-sur-Joudry
- Vitry-aux-Loges
- Vrigny

### Relief in vlažnost
Gozd je bolj ali manj raven, največja nadmorska višina je 177 m, najnižja pa 107 m, zato je na 50.000 ha 70 metrov višinske razlike.
Ta odsotnost reliefa, združena z neprepustnostjo tal, preprečuje naravni tok deževnice in pojasnjuje vlažnost terena in številčnost ribnikov.

## Rastlinstvo in živalstvo
Gozd je mešan. Med vrstami predstavlja hrast dob več kot polovico dreves. Smolnato drevje je predvsem rdeči bor, ki predstavlja tretjino. Razen teh dveh vrst so v enakih količinah breza, gaber, bukev, leska, črni bor, Divja jablana in lipa. 
V Orléanskem gozdu gnezdi veliko vrst ptic. Tam je mogoče opazovati ribje orle (vrnjene leta 1984), malega orla, kačarja, sršenarja, pepelastega lunja, podhujko, črne žolne, srednjega detla, sivoglave žolne, hribski škrjanec in palčja penica. Drugi, kot so velika bela čaplja in Navadni žerjav, se med selitvijo zadržujejo v gozdu. Srečamo lahko še številne druge vrste živali: navadni jelen, srna, pravi zajec, fazan, veverice, divja svinja in sekulja.

### Glavne vrste
- Dob
- Rdeči bor
- Breza
- Gaber
- Bukev
- Leska
- Črni bor
- Divja jablana
- Lipa
- Mali orel
- Kačar
- Sršenar
- Pepelasti lunj
- podhujka
- Črna žolna
- srednji detel
- Pivka
- Hribski škrjanec
- Palčja penica
- Velika bela čaplja
- Navadni žerjav
- navadni jelen
- Srna
- Pravi zajec
- Fazan
- Veverice
- divja svinja
- Sekulja

## Razvrstitev
Območje 28 ha Orléanskega gozda je bilo označeno kot naravno območje ekološkega pomena, favne in flore. Večinoma je iz iglavcev in je ornitološkega pomena, od tod tudi prisotnost ribjega orla, podhujke, sloke in škrjančarja.
Poleg tega je bilo območje 36.086 ha gozda severno od Loare označeno kot naravno območje ekološkega pomena, favne in flore.
Območje v velikosti 32.177 ha je pod posebnim varstvom Nature 2000. To je pomembno območje za ptice (IBA), ki gosti ribjega orla, malega orla, srednjega detla in podhujko.